# Яворник (хребет, Ивано-Франковская область)
Яворник  — горный хребет в Горганах (Украинские Карпаты). Расположен в пределах Надворнянского района  Ивано-Франковской области. Высота — до 1431 м. Состоит преимущественно из песчаников, образующих на юго-западных склонах и в пригребневой части каменные россыпи и крутую обрывистые стену, длиной 2,5 км. Крутизна юго-западных склонов 20-30 °, северо-восточных — 30-40 ° и более. Крутые юго-западные склоны расчленены ущелиноподобными долинами. Доминируют еловые леса, есть очаги сосны. Юго-восточная и средняя часть хребта лежит на территории  Карпатского национального природного парка.
Юго-восточная часть Явирника выходит в долину реки Прут. С юга протекает река Женец (левый приток Прута), на которой расположен Женецкий водопад.
Ближайшие населенные пункты: г. Яремче (на севере), с. Микуличин (на востоке), с.  Татаров (на юго-востоке). Хребет Яворник является популярным в пешеходных маршрутах выходного дня. Походы, как правило, осуществляются через гору Яворник на гору Горган-Яворницкий. В целом хребет от начала и до конца не представляет особого туристического любопытства из-за  относительно небольшой высоты и сложности прохода через жереп и каменные осыпи. С Яремче через гору Яворник пролегают туристические маршруты в направлении Жнеца и далее на Хомяк - хребет Синяк. Время подъема на Яворник из Яремчи занимает от 2,5 до 4 часов.
С вершины Яворник видны горы Довбушанку, Синяк, Хомяк (на западе и юге), а также немало гор Покутско-буковинских Карпат (на востоке).